# Петер Саган
Петер Саган (слч. Peter Sagan; Жилина, 26. јануар 1990) словачки је бициклиста, који тренутно вози за UCI континентални тим Пјер багет сајклинг. Професионалац је од 2009. године. Као јуниор, имао је успешну каријеру у моунтајн бајку и сајкло кросу. Освојио је јуниорско светско првенство у моунтајн бајку 2008. године, а након тога је прешао у друмски бициклизам. Седмоструки је победник класификације по поенима на Тур де Франсу, а једном је освојио класификацију по поенима на Ђиро д’Италији. Троструки је узастопни светски шампион у друмској вожњи, као и европски шампион 2016 године. Победник је бројних класика, од којих су најважније победе на Монументалним класицима: Ронде ван Фландерен 2016. и Париз—Рубе 2018.
Године 2017, На путу до освајања класификације по поенима на Тур де Франсу шести пут заредом и изједначавања рекорда Ерика Цабела, Саган је у спринту на четвртој етапи гурнуо Марка Кевендиша у баријере, због чега је дисквалификован. Рекорд од шест освојених класификација, изједначио је на Туру 2018, гдје је такође поставио нови рекорд по броју освојених поена — 477.

## Детињство и јуниорска каријера
Саган је рођен у Жилини, у Словачкој, као најмлађи од деце, поред три брата и сестре. Његов брат, Јурај Саган је такође професионални бициклиста и вози за Тинкоф тим. Саган је бицикл почео да вози са девет година, у тиму Сполок, локалном тиму у Жилини. Током јуниорске каријере, Саган је возио и друмски и моунтајн бајк. На купу Словачке, Саган је дошао са позајмљеним бициклом од сестре, након што је продао свој, а од спонзора није добио нови бицикл на време. Бицикл његове сестре је био у лошем стању, али Саган је ипак успео да победи.
Године 2008, Саган је освојио јуниорско светско првенство у моунајт бајку, а на светском првенству у сајкло кросу, исте године, освојио је друго место. Друго место је освојио и на јуниорској трци Париз—Рубе.

## Професионална каријера

### 2009.
Професионалну каријеру почео је 2009. године, у тиму Дукла Тренчин. Прва трка коју је возио била је Гран при Коператива, где је освојио две етапе, класификацију по поенима и класификацију за младе возаче. Након тога, Саган је био тестиран у професионалном тиму Етикс, али није успио да заради уговор, био је фрустриран толико да је хтио да напусти друмски бициклизам, али под притиском породице, опробао се у Италијанском професуоналном тиму Ликвигас, где је успио да заради уговор на две године.

### 2010.
Године 2010, возио је своју прву професионалну трку, Тур Даун Андер. Током друге етапе је пао, али је наставио да вози са 17 шавова. На краљевској етапи, Саган се придружио у бегу Алехандру Валвердеу, Каделу Евансу и Луису Леону Санчезу. Њих четворица су успели да одрже предност испред групе 20 km и Санчез је победио у спринту. Након ње, возио је Париз—Ница трку. Прбовитно, није био планиран да вози, али је у тим упао након повреде Матцеја Боднара. 10. марта, остварио је своју прву професионалну победу, победивши на трећој етапи. Саган је пратио напад Николаса Роуча и Хоакима Родригеза а затим их одспринтао на циљу. Нову победу остварио је на петој етапи након соло напада у задња три километра. Добре вожње омогућиле су му да освоји класификацију по поенима. Трку је завршио на 17 месту, 3 минута и 21 секунду иза Алберта Контадора. Такође, завршио је шести у класификацији за најбољег младог возача.
На Туру Калифорније, Саган је освојио пету и шесту етапу, био је конкурентан у генералном пласману, али је на хронометру изгубио минут и по и завршио је трку на осмом месту, уз освојену класификацију по поенима и класификацију за младе возаче. На Туру Швајцарске, Саган је завршио четврти на прологу, три секунде иза Фабијана Канчеларе, али је изгубио 11 минута на другој етапи и није стартовао трећу.
Саган је учествовао и на светском првенству, али без запаженог резултата. Планирао је да вози неколико класика у финишу сезоне, укључујући Париз Тур и Ђиро ди Ломбардију, али је имао стомачних проблема и завршио је сезону.

### 2011.
Године 2011, Саган је возио за исти тим, само сада се звао Ликвигас - Кенондејл. У тренинг кампу у децембру 2010. Саган је изјавио да ће му први циљ за 2011. бити класик Милан—Санремо. Након неколико солидних места на једнодневним тркама у Италији, Саган је био много јак на Ђиру Сардиније, освојио је трку, уз три од пет етапа, као и класификацију по поенима.
На Туру Калифорније, освојио је једну етапу и класификацију по поенима другу годину заредом. У јуну учествовао је на Туру Швајцарске. На прологу је завршио трећи, а затим је напао на трећој етапи, Дамијано Кунего га је стигао, али га је Саган одспринтао на циљу. Победио је и у спринту на осмој етапи и освојио је класификацију по поенима. У јулу је возио Тур Пољске, као припрему за Вуелта а Еспању. Тур Пољске је освојио, уз две етапне победе и освојену још једну класификацију по поенима. Саганов први гранд тур била је Вуелта а Еспања, где није разочарао, победивши на три етапе.
На шестој етапи, Саган је раздвојио водећу групу на спусту, тројица возача су остала са њим и Саган је победио у спринту. Победио је и у спринту на етапи 12 и на задњој етапи у Мадриду, где је одспринтао Данијелеа Бенатија и Алесандра Петакија.

### 2012.
Саган је почео сезону добро, етапном победом на Туру Омана и освојеном класификацијом по поенима. Након тога, освојио је етапу на Тирено—Адриатико трци, где је играо кључну улогу за Нибалија, који је освојио трку.
У доброј форми је наставио и на класицима, освојио је четврто место на Милан—Санрему, друго место на Гент—Вевелгему, пето место на трци око Фландрије, треће место на Амстеловој златној трци и освојио је етапу на трци Три дана де пана.
На првој етапи Тура Калифорније 2012. Саган је имао механичких проблема на седам километара до циља. Успио је да се врати до групе и избегао је пад који се десио на три километра до циља и победио је у спринту. Наредног дана, победио је на другој етапи, у Санта Крузу. Након што је пао, Саган се вратио до групе, сувозачи су га довели до неколико стотина метара до циља и победио је у спринту, остваривши другу победу заредом. На трећој етапи, Саган је остварио трећу победу заредом, са малом разликом испред Хејнриха Хауслера. На четврој етапи, у групном спринту, Саган је опет победио, остваривши четврту победу заредом. Након прве четири, Саган је на пету победу чекао до осме, задње етапе у Лос Анђелесу, где је још једном био најбољи у групном спринту и освојио је класификацију по поенима. Саган је остварио и рекорд по броју етапних победа, укупно осам.
Саган је добру форму показао и на Туру Швајцарске, где је остварио четири етапне победе и освојио је класификацију по поенима. Тур Швајцарске је почео прологом, дугим 7,3 km, а Саган га је неочекивано освојио, победивши Фабијана Канчелару за четири секунде. На трећој етапи, Саган је тријумфовао у групном спринту, након што су стигли својицу бегунаца на километар до циља. Наредног дана остварио је трећу победу, у кишним условима је победио Маркуса Бурхарта у спринту. Четврту победу остварио је на задњој етапи, која је била спринтерска.
Тур де Франс 2012. Саган је стартовао са 53 местом на прологу. Победио је на првој етапи, у Серенгу, чији је циљ био на врху малог успона. На километар и по, Саган је напао са Фабијаном Канчеларом и одспринтао га је. На трећој етапи, надомак брдског циља четврте категорије, Саган је јаким спринтом оставио све иза себе. Саган је тријумфовао и на шестој етапи, у Мецу, где је победио чисте спринтере, Андреа Грајпела и Метјуа Госа, са мало више од дужине једног бицикла. Тур је завршио са три етапне мајице и са освојеном класификацијом по поенима, уз награду за најагресивнијег возача на етапи 11. Након Тура, Саган је добио порше, јер се опкладио са менаџером Ликвигаса да може да освоји две етапе и класификацију по поенима.

### 2013.
Он је један у генерацији. Он је супер, супер добар. Он чини да ми сви изгледамо као јуниори.

Марк Кевендиш о Сагану.
У 2013. години, Саган је остварио 21 победу. Тим је променио име у Кенондејл, након што је Ликвигас престао са спонзорством после осам година. Саган је сезону почео на Тур Сан Луис трци, где није остварио победу, завршио је други на задњој етапи. Прву победу у сезони остварио је на другој етапи трке Тур Омана. Саган је био у другој групи на друму, у задњим километрима се придружио тројици бегунаца, али је оставио и њих и дошао је до соло победе. Саган је победио опет и наредног дана. Пре старта пете етапе, Саган је објавио да се повлачи са трке због бронхитиса. Победу је остварио на првој трци након повратка на друм, Гранд премио Чита ди Камајоре, где је одспринтао групу од 12 возача. Завршио је други на класику Страде Бјанке, док је његоб сувозач Морено Мозер освојио трку. На Тирено–Адријатику Саган је победио у спринту на трећој етапи Марка Кевендиша и Андреа Грајпела. На шестој етапи, Саган је прешао успон, на којем је било деоница и до 30%, заједно са групом и оформио је бег у коме су са њим били његов бивши сувозач Винченцо Нибали и Хоаким Родригез. Победио их је у спринту.
Саганова одлична форма значила је да је он први фаворит за победу на Милан–Санрему, али га је победио у спринту Гералд Циолек. Освојио је Гент–Вевелгем, трку која је била скраћена за 90 km због велике хладноће. Саган је био у бегу са још девет возача и отишао је од њих на четири километра до циља, нико није могао да га стигне и остварио је соло победу. Два дана касније, Саган је показао добру форму и на трци Три дана Депана, где је тесно победио у спринту Арноа Демара. Саган је завршио други на трци око Фландрије након што је отишао напред са Фабијаном Канчеларом и Јиргеном Ројландсом. Канчелара је напао на задњем успону, Саган није имао снаге да га прати и Канчелара је освојио Фландрију. Саган је изазвао мако контроверзи на подијуму јер је додирнуо по задњици девојку на подијуму, и након медијског притиска, извинио јој се следећег дана. На трци Брабантс Пијл, пратио је напад који је покренуо Грег ван Авермат у задњим километрима. Једино је Филип Жилбер могао да га прати и Саган је био бољи у спринту. Наредну победу остварио је у мају, на трећој етапи Тура Калифорније, где је победио у групном спринту. Завршио је Тур Калифорније са победом на задњој етапи у Санта Рози, освојио је и класидикацију по поенима четврту годину заредом.
На трећој етапи Тура Швајцарске, Саган је показао да је способан да се пење као најбољи брдаши. Након што је направио селекцију на успону, Саган је отишао са Руијем Коштом, Романом Кројцигером и Матијасом Франком. Њих четворица су држали групу иза и у спринту је победио Саган. Саган је осигурао освајање класификације по поенима победом на осмој етапи, која је била равничарска и права за спринтере. Саган је затим освојио национално првенство трећи пут заредом. На Тур де Франсу, Саган је забележио неколико других места, пре победе на седмој етапи, након што је његов тим радио да избаци из борбе праве спринтере на брдском циљу друге категорија. Саган је одспринтао Џона Дегенколба. Саган је сачувао зелену мајицу до Париза и освојио је класификацију по поенима другу годину заредом. Након Тура, Саган је освојио спринт класификацију и четири етапне победе на УСА про челенџу и две на Туру Алберте. Саган је остао кратак за победу на Гран прију Квебека, где је био јак на задњем успону, али није победио. Надокнадио је то два дана касније, када је освојио трку Гран при Монтреала, када је напао на пет километара до циља и победио соло.
Овако успешна година била је запажена у Словачој и Сагану је припала за најбољег спортисту године у Словачкој, први пут у каријери.

### 2014.
Године 2014, годину, Саган је почео на Туру Сан Луиса, где је освојио друго место на задњој етапи, а затим је возио Дубаи Тур, на којем такође није остварио победу, изгубивши двапут од Марсела Китела у спринту. На трци Бјанке, биљежи још једно друго место, овога иза Михала Квјатковског. Два возача су напала на 21 km до циља, али Квјатковски је био јачи на задњем успону.
На Тирено—Адриатику освојио је етапу и класификацију по поенима. завршио је десети на Милан—Санрему, иако је био фаворит пре почетка трке. Освојио је Е3 Харелбеке и завршио трећи на Гент—Вевелгем класику. На трци око Фландрије, завршио је тек на 16 месту, иако је био фаворит, а недељу касније, освојио је шесто место на Париз—Рубеу. На Туру Калифорније освојио је једну етапу и класификацију по поенима пету годину заредом. А након тога освојио је етапу и класификацију по поенима на Туру Швајцарске.
На Тур де Франсу, Саган забележио је седам узастопних финиша у топ 5, што није нико успио још од Шарла Пелисјеа 1914. Завршио је Тур без победе, а најближи је био на седмој етапи када га је Матео Трентин одспринтао за неколико милиметара. Саган је оосвојио је класификацију по поенима трећу годину заредом.
Почетком августа, Саган и његов брат, Јурај Саган су потписали трогодишњи уговор са тимом Тинкоф-Саксо. Власник Тинкофа, Олег Тинков изјавио је да Саганова плата достиже 4,5 милиона еура годишње.
Саган је возио класик Сан Себастијан, али га није завршио. Затим је возио и Вуелта а Еспању, али је имао тешку прву недељу, први значајан резултат му је трреће место на осмој етапи. Вуелту је напустио на етапи 14. 16. септембра возио је трку Копа Берноки, где је био лид-аут возач за победника, Елију Вивијанија. У новембру, Саган се пео на Килиманџаро са својим новим тимом, Тинкоф-Саксом, да би тим стицао искуства.

### 2015.
Саган је сезону почео на Туру Катара, где је освојио друго место на четвртој етапи. На другом месту је завршио и на петој етапи, трку је завршио са освојеном класификацијом за најбољег младог возача. Прву победу у сезони није успио да оствари ни на Туру Омана. Након Омана, возио је Тирено–Адријатико, где је завршио на другом месту на првој и другој етапи. На шестој етапи остварио је своју прву победу за Тинкоф тим. Трку је завршио са освојеном класификацијом по поенима. На Милан–Санрему, Саган је био један од фаворита за победу, али је у спринту освојио четврто место. На класику Е3 Харелбеке, Саган је отишао у напад са Герентом Томасом и Здењеком Штибаром на 41 km до циља, али је напад био неуспешан и Саган је завршио на 30 месту. Два дана касније, завршио је десети на Гент–Вевелгему, где је само 39 возача завршило трку. У априлу, освојио је четврто место на трци око Фландрије. Саган је био напред са Грегом ван Аверматом, али је посустао у завршници, као и на класику ЕЗ Харелбеке. На Париз—Рубеу био је у другој групи на друму, покушавајући да ухвати водеће возаче, али је имао механичких проблема и морао је да промени бицикл у задњих 10 km, због чега је завршио на 23 месту.
Након класика, Саган ја направио малу паузу, а вратио се тркама у мају, на Туру Калифорније. На првој етапи завршио је на другом месту, иза Марка Кевендиша. Иза Кевендиша је завршио и на другој етапи, изгубивши у спринту за пола точка. На трећој етапи, Саган је опет завршио други, овога пута је завршио минут иза Томса Скујинша. На четвртој етапи, Саган је коначно остварио победу, у финишу је измакао Воутеру Виперту и Кевендишу и дошао до соло победе. На петој етапи, Саган је завршио трећи, али је добром вожњом на хронометру на шестој етапи узео мајицу лидера трке. Наредног дана, на седмој етапи, Саган је изгубио мајицу од Жулијана Алафилипа, али је јаком вожњом остао у конкуренцији уочи последње етапе. На задњој етапи, Саган је узео секунду бонификације на пролазном циљу, а затим је у спринту освојио треће место, што му је донело још четири секунде бонификације и освојио је Тур Калифорније.
На Туру Швајцарске, Саган је завршио четврти на прологу и десети на другој етапи, након што је победио у спринту друге групе на друму. На трећој етапи, првој брдској, Саган је победио захваљујући помоћи сувозача Рафала Мајке, који је неутрализовао многе нападе пре него што је Саган одспринтао групу на линији циља. Саган је победио и на шестој етапи и тако дошао до 11 етапне победе на Туру Швајцарске, чиме је изједначио рекорд који су до тада држали Хуго Коблет и Фердинанд Киблер. На седмој етапи, Саган је у спринту поражен од Александра Кристофа. Тур Швајцарске је завршио са освојеном класификацијом по поенима. 26. јуна освојио је национално првенство у вожњи на хронометар, а два дана касније је освојио и национално првенство у друмској вожњи, након соло напада.
На Тур де Франсу, Саган је завршио други на другој етапи, изгубивши у спринту од Андреа Грајпела. На четвртој етапи, која је вожена и по коцки, Саган је у спринту освојио треће место, након што је претходно током етапе чувао позицију Алберта Контадора. На петој етапи, завршио је још једном други, иза Грајпела. Другим местом је морао да се задовољи и на шестој етапи, након што је Здењек Штибар напао на малом успону пре циља и дошао до соло победе. На седмој етапи, завршио је трећи, остваши иза Кевендиша и Грајпела у спринту. Друго место освојио је и на етапи 13, када је у спринту на успону у Родезу изгубио од Грега ван Авермата. На следећој етапи, Саган је био члан бега, освојио је максималних 20 поена на пролазном циљу, у борби за зелену мајицу и завршио је пети на етапи. На етапи 15, Саган је био опет у бегу, који је достигнут и након доста километара проведених напред, завршио је на четвртом месту у завршном спринту и добио је награду за најагресивнијег на етапи. На наредној етапи, Саган је опет био у бегу. На брдском циљу 2 категорије, Кол де Мансу, близу линије циља Рубен Плаза је напао из водеће групе, Саган га је јурио на спусту, али није успио да га стигне и још једном је завршио на другом месту и добио је награду за најагресивнијег на етапи. Саган је завршио пет пута на другом месту на Туру 2015. и освојио је класификацију по поенима четврту годину зареом, 66 поена испред Грајпела.
Након Тура, Саган је возио Вуелта а Еспању, где је прекинуо низ без победа на гранд туру, одспринтавши Насера Буханија и Џона Дегенколба на трећој етапи. На наредној етапи, завршио је други, иза Алехандра Валвердеа. На осмој етапи, мотор организатора трке је изазвао Саганов пад. Иако је завршио етапу, био је принуђен да се повуче са трке, у тренутку док је био лидер класификације по поенима.
Дана 27. септембра Саган је освојио Светско првенство у друмској вожњи У Ричмонду. Саган је напао на кратком успону на два километра до циља и дошао је до соло победе. Сезону је завршио на Абу Даби Туру, где је на две етапе завршио други.

### 2016.
ако изгубим жуту мајицу, имам зелену. Ако изгубим зелену мајицу, имам мајицу дугиних боја.

Саган на прес конференцији након што је обукао жуту мајицу на Тур де Франсу 2016. по први пут у каријери.
2016. почео је на трци Тур де Сан Луис, где није забележио победу, завршио је други на другој етапи, одспринтао га је Фернандо Гавирија. У фебруару, након тронедељног тренинга у Сијера Невади, учествовао је на првим белгијским класицима, завршио је други на Омлоп хет Невсбладу и седми Курне—Брисел—Курне. Затим је завршио четврти на Страде Бјанкеу, где је био члан четворочланог бега, али је отпао на задњем успону. Ни на Тирено—Адријатику није остварио победу, али завршио је други у генералном пласману, секунду иза Грега Ван Авермета и освојио је класификацију по поенима. На трци Е3 Харелбеке Саган је освојио друго место осми пут, а прву победу од освајања Светског првенства 2015. остварио је на класику Гент—Вевелгем, и тако постао Први светски шампион који је освојио трку још од 1962. када је то урадио Рик ван Лој. Након победе, Саган је преузео прво место у UCI ворлд тур рангирању.
Саган је наставио са успесима остваривши прву победу на монументалним класицима, освојио је трку око Фландрије. Саган је био у нападу, једини га је пратио Сеп Ванмарке, али је и он отпао на успону Патеберг и Саган је задњих 14 km провео сам и освојио је популарни Ронде (оригинални назив трке је Ronde van Vlaanderen). Победу је посветио бициклистима који су преминули пре трке. Недељу касније, возио је Париз—Рубе, где није имао среће, група се раздвојила, Саган и Фабијан Канчелара су покушавали да споје групе, али све је завршено након што је Канчелара пао. Пао је директно испред Сагана, али је Саган избегао пад прескочивши Канчеларин бицикл. Завршио је на 19 месту.
На Туру Калифорније, Саган је победио у спринту на првој и четвртој етапи. На седмој етапи био је члан бега, а на 50 km је кренуо соло, ипак ухваћен је на 20 km до циља, али је успео да освоји друго место у групном спринту. На осмој етапи освојио је опет друго место и освојио је класификацију по поенима. На наредној трци, Тур де Свису (Тур Швајцарске), Саган је победио у спринту на првој етапи и тако остварио рекордну 12 победу на трци. Победу је остварио и на другој етапи, након што се придружио бегу оформљеном у финишу етапе и одспринтао их.
На Тур де Франсу, Саган је завршио трећи у спринту на првој етапи, на којој је Марк Кевендиш узео жуту мајицу први пут у каријери. Друга етапа се завршавала на брдском циљу треће категорије, Саган је победио и узео жуту мајицу први пут у каријери. На десетој етапи, Саган је био у бегу На десетој етапи је био у бегу, али га је одспринтао Мајкл Метјуз, добио је награду за најагресивнијег на тој етапи. Другу етапну победу остварио је на етапи 11, када је напао са Крисом Фрумом, лидером трке, а са њима су отишли Матцеј Боднар и Герент Томас, Саган је победио у спринту. На питање зашто су напали одговорио је "Ми смо уметници". Трећу победу остварио је на етапи 16, у спринту је победио Александра Кристофа. Кристоф је подигао руке на циљу, мислећи да је победио, али је камера показала да је Саган за неколико милиметара прошао први. На задњој етапи на Туру, на Јелисејским Пољима, Саган је завршио други у спринту, иза Андреа Грајпела. Тур је завршио са освојеном зеленом мајицом пету годину заредом, такође је освојио и награду за најагресивнијег возача целог Тура. Након Тур де Франса, Саган је потписао уговор са тимом Бора за 2017.
Наредно такмичење биле су му Олимпијске игре у Рио де Женеиру, где није возио друмску трку, већ моунтајн бајк. У току другог круга, док је био на трећем месту, десио се квар на бициклу и није остварио значајан резултат. Након што је напустио трку Гран при де Плус због вируса, освојио је трку Гран при сајклисте де Квебек и завршио је други на трци Гран при сајклисте де Монтреал. 18. септембра, Саган је освојио Европско првенство у друмској вожњи, на коме су први пут учествовали професионалци. Након више соло покушаја, трка је завршена групним спринтом, у којем је Саган победио испред Жулијана Алафилипа и Данијела Морена. Првенство је првобитно требало да буде одржано у Ници, али је због терористичког напада премештено у Плумелек. Након трке, Саган је изјавио да не би учествовао да је одржано у Ници.
Дана 16. октобра, Саган је освојио Светско првенство другу годину заредом и тако објединио европску у светску титулу. Светско првенство у друмској вожњи 2016. одржано је у Дохи, у Катару. На циљ је дошла група од 24 возача и у спринту, Саган је победио Марка Кевендиша и Тома Бонена. У децембру, добио је награду Вело д'ор, која се додељује најбољем возачу године.

### 2017.
Године 2017, Саган је стартовао на трци Тур даун андер. Саган се на трку у Аустралији вратио први пут након 2010. Прву етапу завршио је на 18 месту у спринту, кренуо је превише рано и није издржао до циља, победио је Калеб Јуан. На трећој етапи, Калеб Јуан је остварио другу победу у спринту, Саган је имао благу предност, али је Јуан спринтао сјајно и победио, док је Саган освојио први подијум у сезони, друго место. На четвртој етапи исти сценарио, Саган је остао без сувозача на 500 метара до циља, Јуан је имао добар лид-аут и сјајан спринт, који му је донео трећу победу и опет друго место за Сагана. На задњој, шестој етапи, Саган је још једном завршио на другом месту, иза Јуана, који је перфектним спринтом заокружио најбољу недељу у каријери.

### 2018.
Године 2018, годину започео је са победом на трци Париз—Рубе, где је у циљном спринту победио швајцарца Силвана Дилијера.

## Приватни живот
Саган се оженио са својом девојком, Катарином Смолковом, у новембру 2015. године. Живе у Монаку.